# شيخاوية
الشيخاوية (الاسم العلمي: Senecioneae) هي قبيلة من النباتات تتبع الفصيلة النجمية من رتبة النجميات.

## تحت قبائل الشيخاوية
- الشيخينة
  - الحنقلان